# Icône Velikoretskaïa de Nicolas le Thaumaturge
L'Icône Velikoretskaïa de Nicolas le Thaumaturge est vénérée par les fidèles de l'église orthodoxe.
Selon la légende, l'icône de Nicolas le Thaumaturge est trouvée en 1383 par un paysan du nom de Semion Agalakov sur les bords de la rivière Velikaïa (affluent de la rivière Viatka), près du village de Kroutitsa. L'icône brille au soleil et c'est ce qui lui a permis de la trouver. Après qu'un habitant du village, qui était grabataire, recommence à marcher après avoir prié devant l'icône, des pèlerinages commencent à s'organiser vers elle. Sur le site de la découverte, près de la rivière, est construite une chapelle en bois. Du fait de sa popularité croissante, l'icône est déplacée à Viatski (ancien nom de la ville de Kirov) et placée dans l'église principale de la ville dédiée à Procope d'Oustioug. Ce transfert est l'occasion de première procession. Chaque année, cette procession, appelée Velikoretski, est organisée entre le lieu de sa trouvaille et Viatski (Kirov).
En 1555 l'icône est transférée en procession à Moscou, dans la Cathédrale de la Dormition de Moscou, sur ordre d'Ivan le Terrible en passant par les villes nouvellement réunies Kazan, Nijni Novgorod et Kolomna. En même temps c'est le début de la construction de la cathédrale Saint-Basile-le-Bienheureux de Moscou, et une chapelle est ajoutée à celle-ci et dédiée à l'icône de Nicolas. Le retour de l'icône vers Kirov se fait en passant par Vologda. C'est là qu'elle sera cachée quand les Tatars envahiront Kazan. Après l'expulsion de ces Tatars, à l'emplacement où elle a été cachée est construite l'église Alexandre Nevski de Vologda. Une copie de l'icône y sera placée et l'icône elle-même retournera à Kirov.
L'icône a fait l'objet de plusieurs copies et de nombreuses églises et monastères lui ont été dédiés. Elle est retournée à Moscou en 1614, au Temps des troubles, sur ordre de Michel Fiodorovitch.
Depuis 2011 l'icône se trouverait à l'église de la porte de Nicolas au Monastère de Trifon de la Dormition à Kirov.